# Buckley, Michigan
Buckley är en ort i Wexford County, Michigan, USA.